# Черёмушки (Курская область)
Черёмушки — посёлок в Курском районе Курской области России. Административный центр сельского поселения Лебяженского сельсовета.

## География
Посёлок находится в 86 км от российско-украинской границы, в 10 км к юго-востоку от Курска.
Улицы
В посёлке улицы: Степная, Полевая и Береговая.
Климат
Черёмушки, как и весь район, расположены в поясе умеренно континентального климата с тёплым летом и относительно тёплой зимой (Dfb в классификации Кёппена).
| Показатель                                                                     | Янв. | Фев. | Март | Апр. | Май  | Июнь | Июль | Авг. | Сен. | Окт. | Нояб. | Дек. | Год  |
| ------------------------------------------------------------------------------ | ---- | ---- | ---- | ---- | ---- | ---- | ---- | ---- | ---- | ---- | ----- | ---- | ---- |
| Средний суточный максимум, °C                                                  | −4,1 | −3,1 | 2,8  | 13   | 19,4 | 22,7 | 25,4 | 24,7 | 18,2 | 10,6 | 3,4   | −1,2 | 11,0 |
| Средняя температура, °C                                                        | −6,2 | −5,7 | −0,8 | 8,2  | 14,7 | 18,3 | 21   | 20,1 | 14   | 7,3  | 1,1   | −3,1 | 7,4  |
| Средний суточный минимум, °C                                                   | −8,7 | −8,8 | −4,9 | 2,6  | 9    | 12,9 | 15,8 | 14,9 | 9,7  | 3,9  | −1,2  | −5,3 | 3,3  |
| Норма осадков, мм                                                              | 50   | 43   | 46   | 48   | 60   | 68   | 70   | 54   | 57   | 57   | 45    | 48   | 646  |
| Источник: Погода по месяцам c ru.climate-data.org(дата обращения: Январь 2022) |      |      |      |      |      |      |      |      |      |      |       |      |      |

Часовой пояс
Посёлок Черёмушки, как и вся Курская область, находится в часовой зоне МСК (московское время). Смещение применяемого времени относительно UTC составляет +3:00.

## История
В 1966 г. указом президиума ВС РСФСР поселок Курской опытной сельскохозяйственной станции переименован в Черемушки.

## Население
| 2002 | 2010  |
| ---- | ----- |
| 1067 | ↘1050 |

## Инфраструктура
Личное подсобное хозяйство. Детская школа. Черемушкинский детский сад. Участковый пункт милиции. Амбулатория. В посёлке 187 домов.

## Транспорт
Черёмушки находится в 7 км от автодороги регионального значения 38К-019 (Курск — Большое Шумаково — Полевая ч/з Лебяжье), на автодорогах межмуниципального значения 38Н-416 (Курск — Петрин) и 38Н-418 (38Н-416 — 38К-019), в 8,5 км от ближайшего ж/д остановочного пункта 465 км (линия Льгов I — Курск).
В 107 км от аэропорта имени В. Г. Шухова (недалеко от Белгорода).